# Кубок Мальти з футболу 1998—1999
Кубок Мальти з футболу 1998—1999 — 61-й розіграш кубкового футбольного турніру на Мальті. Титул вдесяте здобула Валетта.

## Календар
| Раунд        | Дата                      | Матчі | Клуби   |
| ------------ | ------------------------- | ----- | ------- |
| Перший раунд | 20 січня - 6 березня 1999 | 8     | 20 → 12 |
| Другий раунд | 23-24 березня 1999        | 4     | 12 → 8  |
| 1/4 фіналу   | 15-16 травня 1999         | 4     | 8 → 4   |
| 1/2 фіналу   | 20-21 травня 1999         | 2     | 4 → 2   |
| Фінал        | 27 травня 1999            | 1     | 2 → 1   |

## Перший раунд
| Команда 1       | Рахунок | Команда 2            |
| --------------- | ------- | -------------------- |
| 20 січня 1999   |         |                      |
| Сент-Патрік     | 3:1     | Шахра Торнадос (2)   |
| Хамрун Спартанс | 4:2     | Гозо (2)             |
| Мелілья (2)     | 2:4     | Рабат Аякс           |
| 14 лютого 1999  |         |                      |
| Зуррік (2)      | 2:0     | Марса (2)            |
| 16 лютого 1999  |         |                      |
| Сіггіві (2)     | 1:3     | П'єта Готспурс       |
| 17 лютого 1999  |         |                      |
| Флоріана        | 4:0     | Сент Ендрюс (2       |
| Лія Атлетік (2) | 1:3 дч  | Нашшар Лайонс        |
| 6 березня 1999  |         |                      |
| Моста (2)       | 1:2     | Таршіен Райнбоус (2) |

## Другий раунд
| Команда 1            | Рахунок      | Команда 2      |
| -------------------- | ------------ | -------------- |
| 23 березня 1999      |              |                |
| Таршіен Райнбоус (2) | 1:1 пен. 4:3 | П'єта Готспурс |
| Рабат Аякс           | 1:3 дч       | Флоріана       |
| 24 березня 1999      |              |                |
| Хамрун Спартанс      | 2:0          | Сент-Патрік    |
| Зуррік (2)           | 1:2          | Нашшар Лайонс  |

## 1/4 фіналу
| Команда 1            | Рахунок      | Команда 2  |
| -------------------- | ------------ | ---------- |
| 15 травня 1999       |              |            |
| Таршіен Райнбоус (2) | 0:6          | Флоріана   |
| Сліма Вондерерс      | 3:3 пен. 1:4 | Біркіркара |
| 16 травня 1999       |              |            |
| Хамрун Спартанс      | 2:4 дч       | Валетта    |
| Нашшар Лайонс        | 2:3          | Гіберніанс |

## 1/2 фіналу
| Команда 1      | Рахунок | Команда 2  |
| -------------- | ------- | ---------- |
| 20 травня 1999 |         |            |
| Флоріана       | 1:3     | Валетта    |
| 21 травня 1999 |         |            |
| Біркіркара     | 2:1     | Гіберніанс |

## Фінал
| 27 травня 1999 |

| Валетта      | 1:0 дч   | Біркіркара |
| ------------ | -------- | ---------- |
| Весельї 106' | Протокол |            |

| Національний стадіон, Та-Калі Арбітр: Лоррі Саммут |